# Bad Moon Rising (Lied)
Bad Moon Rising (englisch für „Schlechter Mondaufgang“) ist ein Lied der US-amerikanischen Rockband Creedence Clearwater Revival, das im April 1969 erschien.

## Entstehung und Veröffentlichung
Das Lied wurde von CCR-Mitglied John Fogerty getextet, komponiert sowie produziert.
Die Erstveröffentlichung von Bad Moon Rising erfolgte als Single am 16. April 1969 bei Fantasy Records. Diese erschien als 7″-Single mit der B-Seite Lodi (Katalognummer: 622). Am 3. August desselben Jahres erschien das Lied als Teil von CCRs dritten Studioalbum Green River (Katalognummer: BLPS 19003), dessen erste Singleauskopplung es ist.

## Inhalt
Bad Moon Rising benutzt Naturkatastrophen (Erdbeben, Hurrikans, Überschwemmungen) als Metapher dafür, dass ‚da draußen‘ etwas Böses lauert.
Berichten zufolge schrieb Fogerty den Titel, nachdem er 1941 den Film Der Teufel und Daniel Webster gesehen hatte. Er wurde von einer Szene im Film inspiriert, in der ein Wirbelsturm die Ernte mehrerer Farmen vernichtet, aber die von Jabez Stone (James Craig) verschont, der Figur im Film, die im Tausch gegen Reichtum einen Pakt mit dem Teufel schließt. Fogerty behauptet, der Song handele von „der Apokalypse, die über uns hereinbrechen würde“. Er meinte auch, dass er, als die Band das Stück lernte, den Kontrast zwischen den apokalyptischen Worten und der fröhlichen Melodie erkannte. Er sagte: „Erst als die Band das Lied einstudiert hatte, wurde mir der Zwiespalt klar. Hier haben wir diesen Titel mit all den Wirbelstürmen und dem wütenden Untergang und all dem, aber es ist 'I see a bad moon rising'. Das ist doch ein fröhlich klingendes Lied, oder? Damals hat mich das nicht gestört.“

## Rezeption

### Rezensionen
1969 beschrieb ein Rezensent vom Billboard das Lied als „voller Rhythmus und Schwung“ und prognostizierte, dass „es nicht verpassen würde, ganz nach oben zu kommen“.
Cashbox beschrieb es als einen „feurigen Bayou-Rock-Ausflug“, der „lauter und mutiger“ sei als die vorherige Single Proud Mary. Cashbox setzte das Lied auf Rang 51 der „Single des Jahres 1969“.
Cliff M. Junior von Ultimate Classic Rock stufte Bad Moon Rising als den fünftbesten Titel von Creedence Clearwater Revival ein und sagte, dass „in etwas mehr als zwei Minuten [Fogerty] seine Gedanken entlädt und dich dazu bringt, darüber nachzudenken, was dich in deinem Leben beschäftigt“.

### Mediale Verwendung
Das Lied wurde mehrfach in der Pflanzen-gegen-Zombies-Reihe verwendet, unter anderem in einer Werbung für Pflanzen vs. Zombies: Garden Warfare 2 und eine treffend benannte Trickkarte in Plants vs. Zombies Heroes. Weitere Verwendung fand es in der Horrorkomödie American Werewolf (1981), in der Folge „Vater der Braut“ der Fernsehsendung Las Vegas (2008), dem Videospiel Mafia III (2016) oder auch einem TV-Werbespot für Toyota (2023).

## Kommerzieller Erfolg

### Chartplatzierungen
Bad Moon Rising avancierte zum Nummer-eins-Hit im Vereinigten Königreich und erreichte Top-10-Platzierungen in den Vereinigten Staaten (Rang 2), Norwegen (Rang 3), Belgien-Flandern (Rang 4), Deutschland und Österreich (je Rang 8), der Schweiz (Rang 9) und den Niederlanden (Rang 10).
| ChartsChartplatzierungen       | Höchstplatzierung | Wochen/ Monate |
| ------------------------------ | ----------------- | -------------- |
| Deutschland (GfK)              | 8 (4 Mt.)         | 4 Mt.          |
| Österreich (Ö3)                | 8 (4 Mt.)         | 4 Mt.          |
| Schweiz (IFPI)                 | 9 (3 Wo.)         | 3 Wo.          |
| Vereinigte Staaten (Billboard) | 2 (14 Wo.)        | 14 Wo.         |
| Vereinigtes Königreich (OCC)   | 1 (16 Wo.)        | 16 Wo.         |

| ChartsJahrescharts (1969)      | Platzierung |
| ------------------------------ | ----------- |
| Vereinigte Staaten (Billboard) | 24          |

### Auszeichnungen für Musikverkäufe
| Land/Region                  | Auszeichnungen für Musikverkäufe (Land/Region, Auszeichnung, Verkäufe) | Verkäufe  |
| ---------------------------- | ---------------------------------------------------------------------- | --------- |
| Dänemark (IFPI)              | Platin                                                                 | 90.000    |
| Deutschland (BVMI)           | Gold                                                                   | 300.000   |
| Italien (FIMI)               | Gold                                                                   | 50.000    |
| Neuseeland (RMNZ)            | 5× Platin                                                              | 150.000   |
| Spanien (Promusicae)         | Gold                                                                   | 30.000    |
| Vereinigte Staaten (RIAA)    | 2× Platin                                                              | 2.000.000 |
| Vereinigtes Königreich (BPI) | Platin                                                                 | 600.000   |
| Insgesamt                    | 3× Gold · 9× Platin ·                                                  | 3.220.000 |

Hauptartikel: Creedence Clearwater Revival/Auszeichnungen für Musikverkäufe